# Eutrepsia potentia
Eutrepsia potentia là một loài bướm đêm trong họ Geometridae.